# Derek Meddings
Derek Meddings (Londra, 15 gennaio 1931 – Cookham, 10 settembre 1995) è stato un effettista e artista britannico.
È stato probabilmente uno dei più grandi creatori di modellini e plastici della storia del cinema prima dell'avvento della computer grafica. Essendo, come noto, da sempre i film di James Bond volti all'utilizzo di stuntman e creatori di effetti speciali visivi e non con l'ausilio del computer, egli ha fatto parte della squadra di Cubby Broccoli dal 1971 per Agente 007 - Una cascata di diamanti sino al 1981 per Solo per i tuoi occhi, richiamato da Barbara Broccoli nel 1995 (che poi sarà anche l'anno della sua morte, avvenuta prematuramente a 64 anni) per GoldenEye. Il suo lavoro per James Bond gli valse anche, nel 1980 la sua unica candidatura all'Oscar ai migliori effetti speciali per Moonraker - Operazione spazio.
La sua lunghissima carriera cominciò negli anni sessanta quando realizzò gli effetti speciali scenografici delle principali serie televisive di fantascienza dell'epoca.

## La sua tecnica
Come non ricordare le basi sottomarine dei vari villain (La spia che mi amava) o spaziali (Moonraker - Operazione spazio), tutti modellini in scala di Derek Meddings che, naturalmente, dovevano esplodere alla fine. Ecco la miniaturizzazione dei personaggi, il modellismo, i suoi plastici e le più straordinarie trovate per rendere un effetto plausibile senza l'ausilio del computer sono opera sua, e non solo nei film di James Bond.
La trovata del sale per rendere efficace il decollo dello Space Shuttle o la base spaziale esplosa in volo senza emettere fiamme, come è ovvio nello spazio, gli valsero per Moonraker una candidatura agli Oscar.

## Filmografia parziale
- The Adventures of Twizzle (1957, TV)
- Torchy, the Battery Boy (1960, TV)
- Four Feather Falls (1960, TV)
- Supercar (1961, TV)
- Fireball XL5 (1962, TV)
- Stingray (1964, TV)
- Thunderbirds (1965, TV)
- Thunderbirds, i cavalieri dello spazio (Thunderbirds are go!, 1966)
- Captain Scarlet and the Mysterons (1967, TV)
- Thunderbird 6 (1968)
- Joe 90 (1968, TV)
- Doppia immagine nello spazio (Doppelganger, 1969)
- Servizio segreto (The secret service, 1969) TV
- UFO (1970, TV)
- Agente 007 - L'uomo dalla pistola d'oro (1974)
- La spia che mi amava (1977)
- Superman (1978)
- Moonraker - Operazione spazio (1979)
- Superman II (1980)
- Solo per i tuoi occhi (1981)
- Superman III (1983)
- Krull (1983)
- Spie come noi (1985)
- Batman (1989)
- La storia infinita 2 (1990)
- Hudson Hawk - Il mago del furto (1991)
- Cape Fear - Il promontorio della paura (Cape Fear, 1991)
- GoldenEye (1995)